# Mosteiro de Santo Domingo el Real, Toledo

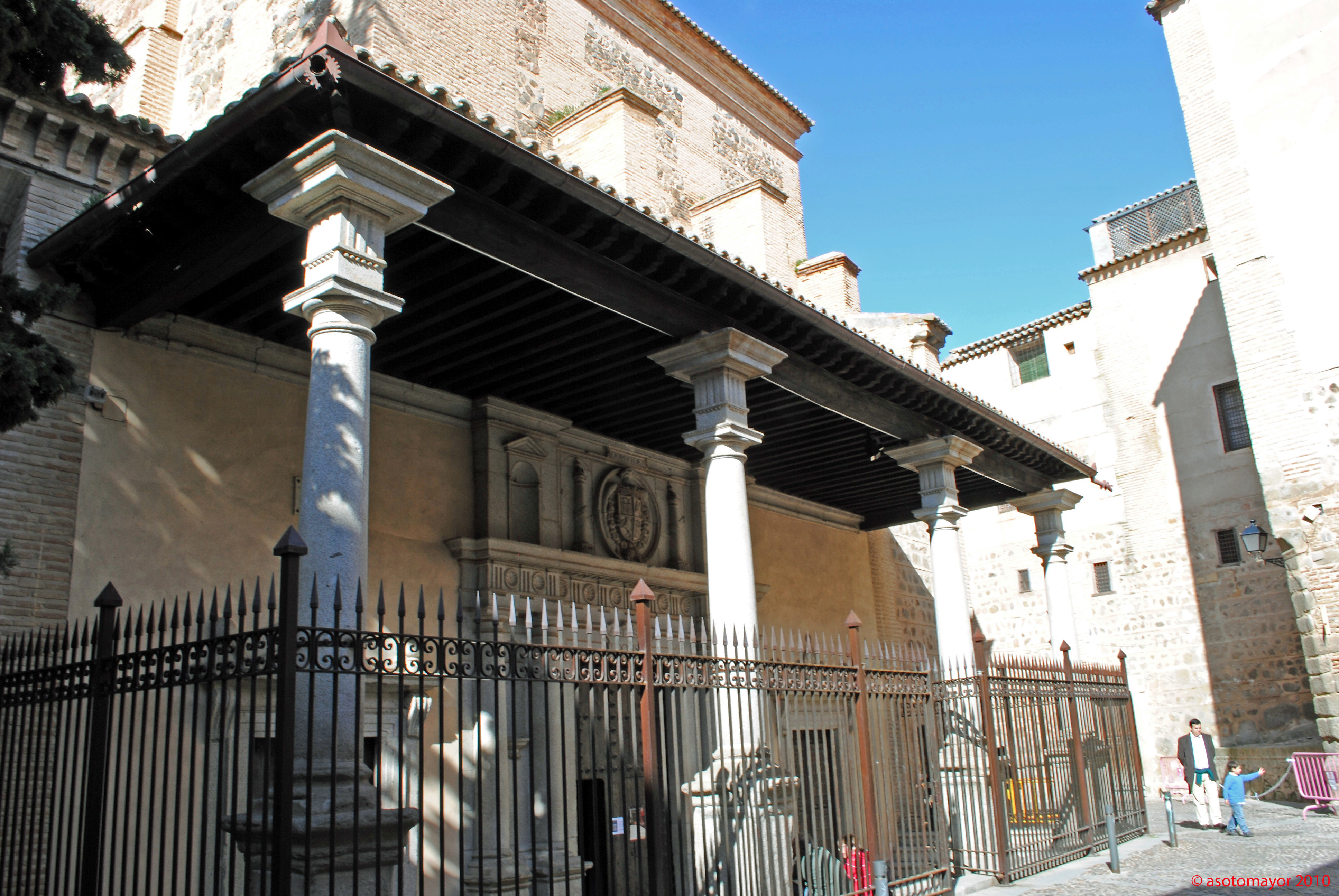
Mosteiro de Santo Domingo el Real

O mosteiro de Santo Domingo el Real, localizado na cidade de Toledo, em Castela-La Mancha, Espanha, é um mosteiro de freiras fundado em 1364 pela nobre Inés García de Meneses, filha de García Suárez de Meneses e de María Fernández Barroso, depois de ficar viúva de Sancho de Velasco.
Foi declarado bien de interés cultural em 15 de junho de 1934.